# Ротлисбергер, Бен
Бенджамин Тодд «Бен» Ротлисбергер старший (англ. Benjamin Todd "Ben" Roethlisberger, Sr.; род. 2 марта 1982, Лайма, штат Огайо), прозванный Биг Бен (англ. Big Ben) — американский футболист, выступавший на позиции квотербека в клубе Национальной футбольной лиги «Питтсбург Стилерз».

## Биография
Был выбран на драфте НФЛ 2004 года в первом раунде под общим 11 номером. До прихода в НФЛ играл за футбольную команду университета Майами.

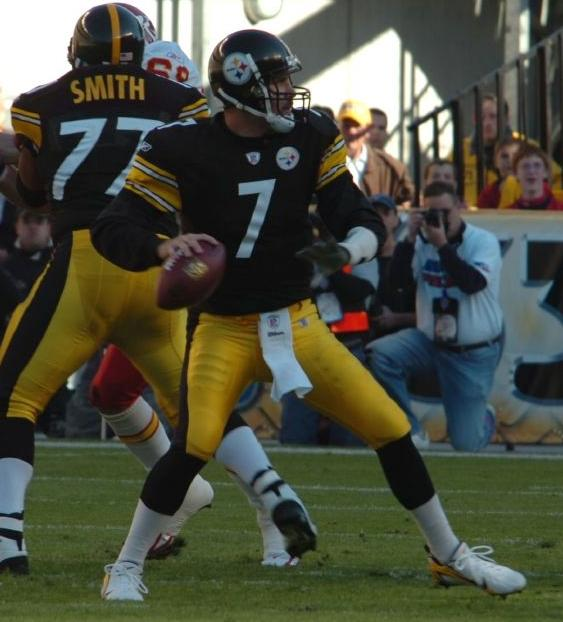
Ротлисбергер против Канзас-Сити Чифс в 2006.

В своём дебютном сезоне в НФЛ Ротлисберг стал лучшим нападающим среди новичков по версии AP, а в 2007 году сыграл в Пробоуле. После победы в Супербоуле XL над «Сиэтл Сихокс» Бен стал самым молодым квотербеком в истории НФЛ, завоевавшим чемпионский титул. Через три года он снова привёл свою команду в победе в Супербоуле XLIII над «Аризоной Кардиналс», в котором «Стилерз» удалось занести победный тачдаун за 35 секунд до конца матча благодаря его точному пасу.

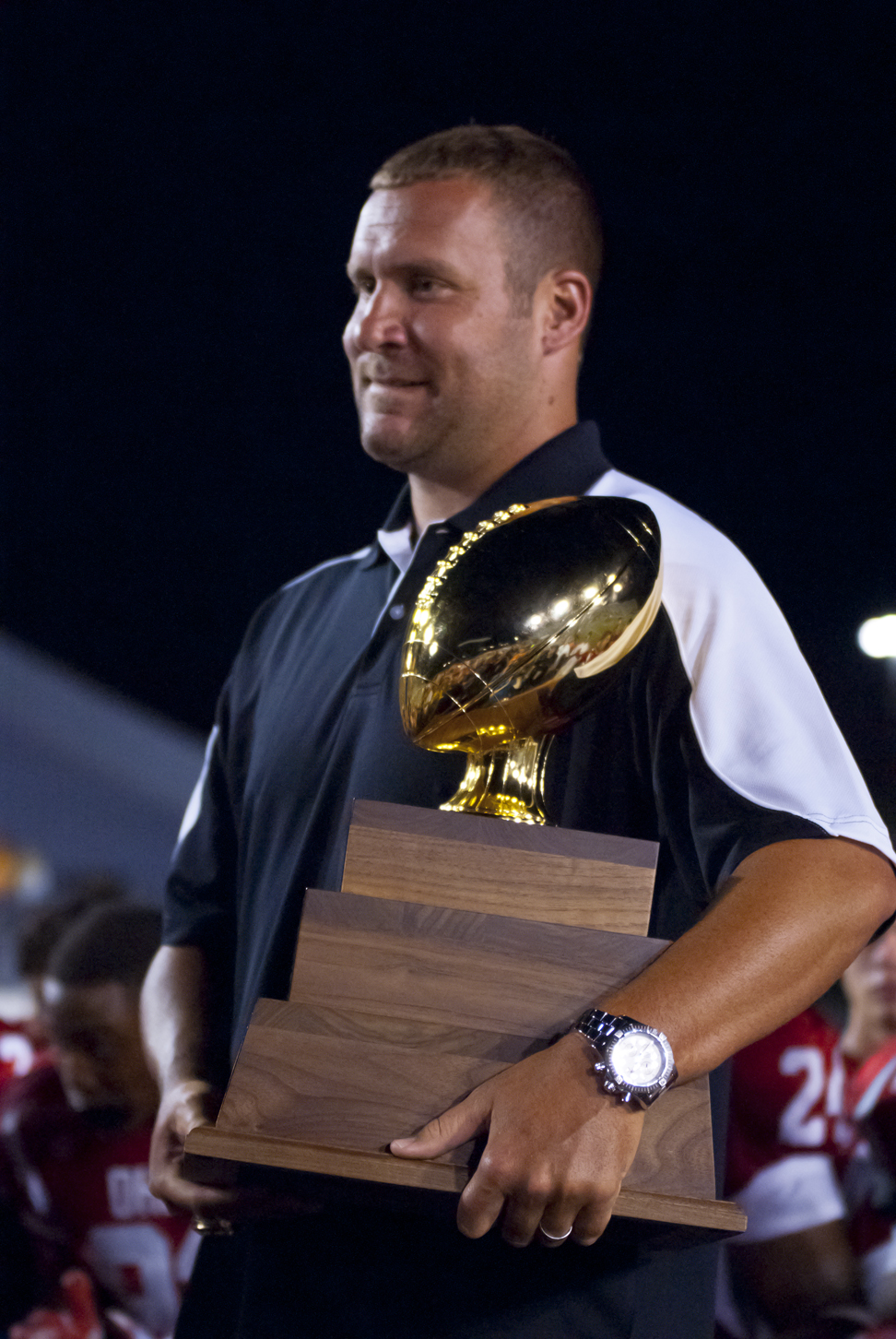
Ротлисбергер в 2012.

### Статистика
Ротлисбергер был одним из самых эффективных квотербеков в истории НФЛ. На момент своего ухода из игры, он занимал 7-е место за все времена по количеству набранных ярдов в карьере НФЛ, 12-е место за все времена по пасовому рейтинге (94,3), занимал 9-е место по количеству ярдов в среднем за попытку (7,8) и занимал 12-е место по проценту успешных пасов (64,4%) среди квотербеков с минимум 1500 попытками в карьере. 

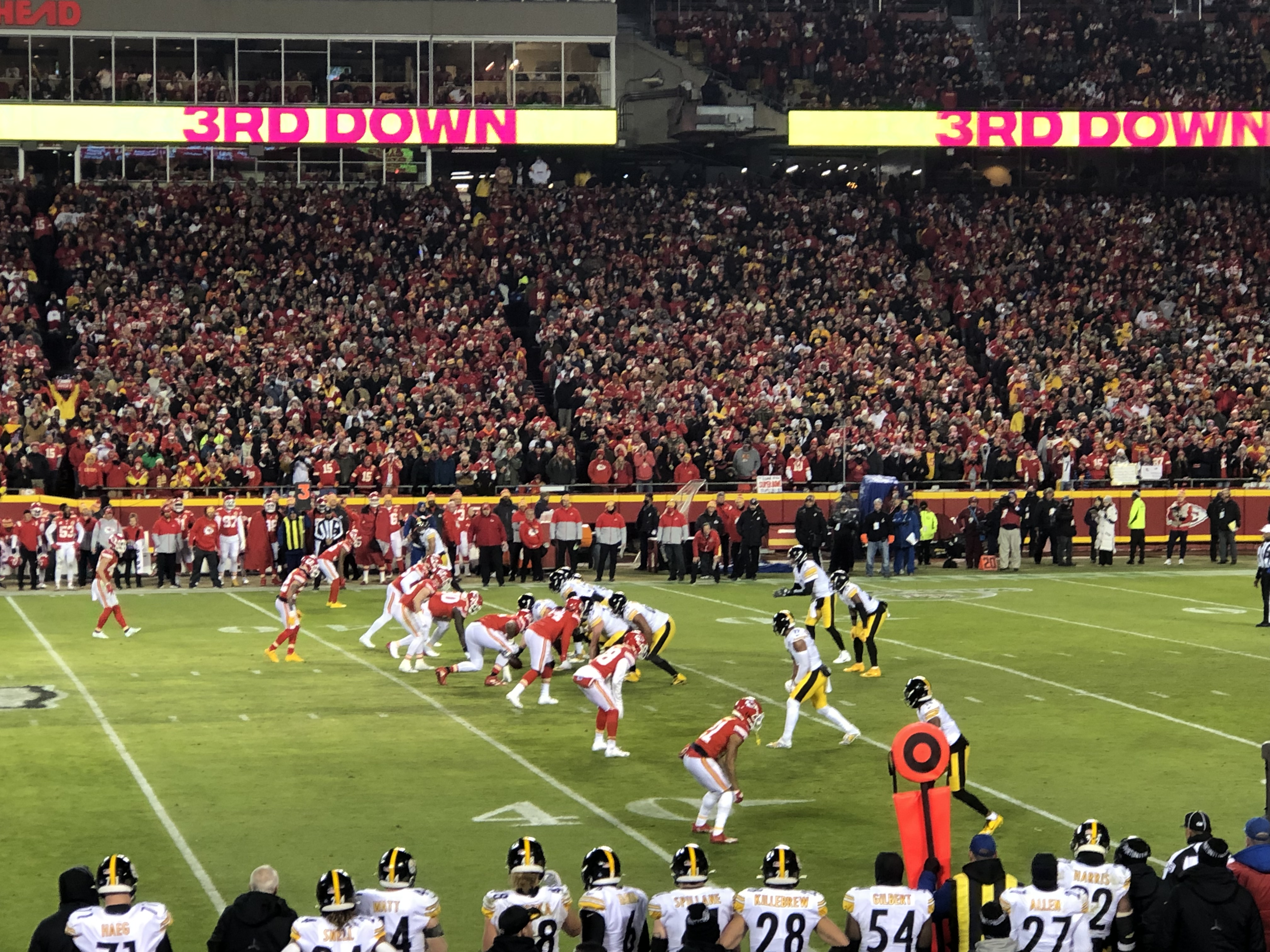
Ротлисбергер (правая сторона, в форме Питтсбург Стилерз) в игре 2021-22 плей-офф НФЛ против Канзас-Сити Чифс, его последней игре перед завершением карьеры

У него также был четвертый по величине процент побед в карьере (.710) в качестве стартового в регулярном сезоне среди квотербеков с минимальным количеством стартов в 100. Он был одним из шести квотербеков в истории НФЛ, обыгравших 31 из 32 команд, на момент завершения его карьеры НФЛ.

### Уход из НФЛ
27 января 2022 Ротлисбергер объявил о завершении карьеры в НФЛ, после 18 проведенных лет.